# Leszek Ogiegło
Leszek Józef Ogiegło (ur. 17 listopada 1946 w Cieszynie) – polski prawnik, doktor habilitowany nauk prawnych, profesor nadzwyczajny Uniwersytetu Śląskiego w Katowicach.

## Życiorys
W 1971 ukończył studia prawnicze na Uniwersytecie Śląskim. Tam w 1976 obronił pracę doktorską Umowa spedycji napisaną pod kierunkiem Mieczysława Sośniaka. W 1989 na podstawie dorobku naukowego oraz rozprawy pt. Usługi jako przedmiot stosunków obligacyjnych uzyskał na Wydziale Prawa i Administracji Uniwersytetu Śląskiego stopień doktora habilitowanego nauk prawnych w zakresie prawa, specjalność: prawo cywilne. Następnie został profesorem nadzwyczajnym w Katedrze Prawa Cywilnego i Prawa Prywatnego Międzynarodowego tego Wydziału oraz kuratorem Katedry Prawa Pracy i Polityki Socjalnej WPiA UŚl. Jest także profesorem nadzwyczajnym Wyższej Szkoły Finansów i Prawa w Bielsku-Białej.
Pod jego kierunkiem stopień naukowy doktora uzyskał m.in. Mariusz Fras.
Od grudnia 1980 do czerwca 1982 był I Sekretarzem Komitetu Uczelnianego PZPR, od lipca 1981 do lipca 1986 zastępcą członka KC PZPR.
Został uhonorowany publikacją Prawo prywatne wobec wyzwań współczesności. Księga pamiątkowa dedykowana Profesorowi Leszkowi Ogiegle, red. Mariusz Fras, Piotr Ślęzak, C.H. Beck, Warszawa 2017 ISBN 978-83-255-9485-5.

## Wybrane publikacje
- Kodeks cywilny : komentarz : suplement do tomu 2, red. Krzysztof Pietrzykowski (współautor, 2002)
- Usługi jako przedmiot stosunków obligacyjnych (1989)
- Umowa spedycji (1978)
- Kodeks cywilny. T. 2, Komentarz – art. 450–1088, przepisy wprowadzające, red. Krzysztof Pietrzykowski (współautor, 2015)
- Kodeks cywilny. T. 1, Komentarz do artykułów 1–449¹0, red. Krzysztof Pietrzykowski (współautor, 2015)
- Ustawa o zawodach lekarza i lekarza dentysty : komentarz (red. nauk., 2010, 2015)
- Prawo farmaceutyczne : komentarz (red. nauk., 2010, 2015)
- Rozprawy prawnicze : księga pamiątkowa profesora Maksymiliana Pazdana (współred. nauk., 2005)
- Aktualne problemy prawne medycyny, (red. nauk., 2000)
- Roszczenia regresowe w stosunkach między Przedsiębiorstwem Spedycji Krajowej a Polskimi Kolejami Państwowymi i Państwową Komunikacją Samochodową (współautor, 1976)[4]